# 布托错穷
布托错穷（藏語：བཙན་རྫོང་མཚོ།，威利转写：btsan rdzong mtsho，THL：Tsendzong Tso）位于中国西藏自治区昌都市丁青县境内，地处丁青县城丁青镇以北约25公里，他念他翁山南麓。湖面海拔4590米，湖长4.4公里，最大宽3公里，平均宽1.4公里，面积6.4平方公里。布托错穷与西边的布托错青合称为布托湖，湖滨为丁青县的夏季牧场。两湖均属澜沧江流域。